# Một Bà Mẹ
"Một Bà Mẹ" (tiếng Đan Mạch: Historien om en moder) là câu chuyện do nhà thơ, nhà văn viết truyện ngắn và tiểu thuyết gia người Đan Mạch, ông Hans Christian Andersen (1805-1875) sáng tác. Câu chuyện được xuất bản lần đầu tiên vào tháng 12 năm 1847. Truyện được dựng thành phim nhiều lần, và chuyển thể thành phim hoạt hình bằng kỹ thuật stop-motion.

## Trong văn hóa

### Phim
- Historien om en moder (1949), bộ phim Đan Mạch của đạo diễn Max Louw.
- Historien om en moder (1963), bộ phim Đan Mạch do Erik Kirchner, Erik Mortensen và Jørgen Thoms đạo diễn.
- "Ganbare mama (Đừng Từ bỏ, Mẹ ơi)" (1971), tập phim của series phim hoạt hình Nhật Bản Andersen Monogatari, do Masami Hata đạo diễn.
- Historien om en moder (1977), bộ phim hoạt hình stop-motion Đan Mạch do Jørgen Vestergaard đạo diễn.
- Historien om en moder (1979), bộ phim Đan Mạch của đạo diễn Claus Weeke.
- Death and the Mother (1988), bộ phim Anh Quốc của đạo diễn Ruth Lingford.
- Historia de una madre (2003), bộ phim Mexico của đạo diễn Erik Mariñelarena .
- Historien om en mor (2005), bộ phim truyền hình Đan Mạch của đạo diễn Svend Ploug Johansen .
- The Story of a Mother (2010), bộ phim ngắn Italia do Alessandro De Vivo và Ivano di Natale sản xuất và đạo diễn.

### Truyện tranh
- Một bà mẹ (2004), tiểu thuyết hình ảnh đặc trưng Đan Mạch của Peter Madsen .

### Âm nhạc
- "Die Geschichte einer Mutter" (1992), bài hát của ban nhạc Na Uy Bel Canto trong album năm 1992 Shim Lung, Warm and Bright .
- Ban nhạc metal người Mỹ Revocation đã thực hiện bài hát, "Cradle Robber", từ album Chaos of Forms năm 2011 của họ, lấy cảm hứng từ câu chuyện.[1]
- "Mater Dolorosa" (1934), vở opera trong bốn tác phẩm của Daniel Sternefeld.

### Nghệ thuật
- Bức điêu khắc Døden og moderen (thần chết và bà mẹ) của nhà điêu khắc Niels Hansen Jacobsen.[2]

### Sách giáo khoa
- Đoạn trích Người mẹ được đưa vào sách giáo khoa Tiếng Việt (2000) lớp 3, Nhà Xuất bản Giáo dục Việt Nam.